# Ogdenia mutilla
Ogdenia mutilla är en spindelart som först beskrevs av Peckham, Peckham 1907.  Ogdenia mutilla ingår i släktet Ogdenia och familjen hoppspindlar. Inga underarter finns listade i Catalogue of Life.